# Cháy rừng Việt Nam 2019
Vào cuối tháng 6 năm 2019, một đám cháy đã được báo cáo ở tỉnh Nghệ An cùng với một số vụ cháy rừng khác tại Hương Trà và Hương Thủy ở trung tâm tỉnh Thừa Thiên Huế. Các đám cháy này lan rộng khắp 500 ha cây thông và keo. Một số vụ cháy khác cũng đã xảy ra tại các tỉnh thành khác của miền Trung Việt Nam từ Đà Nẵng đến Hà Tĩnh, đe dọa đường dây 500kV ở khu vực gần đám cháy, khiến Tập đoàn Điện lực Việt Nam (EVN) phải cắt điện trong ngày 28 tháng 6 và mới khôi phục vào lúc 0 giờ ngày 29 tháng 6 (UTC+07:00).

## Diễn biến

### Vụ cháy rừng huyện Nghi Xuân, tỉnh Hà Tĩnh
Thứ sáu, ngày 28 tháng 6 năm 2019
Khoảng 11h trưa ngày 28 tháng 6 năm 2019, tại núi Bụt, xóm Làng Hội, xã Phú Lộc (Can Lộc), huyện Nghi Xuân, tỉnh Hà Tĩnh, xảy ra cháy lớn do rác thải đốt cháy bị gió thổi vào rừng, khiến đám cháy bùng phát. Do gió tây thổi mạnh, cộng thêm việc đang là mùa khô nên lửa lan nhanh nhưng được khống chế sau 16h chiều cùng ngày. Cùng lúc vào 13h chiều, tại khu vực rừng thông tiểu khu 92A, thôn 7, xã Xuân Hồng (Nghi Xuân), tỉnh Hà Tĩnh xảy ra cháy lớn. Lửa lan nhanh sang các khu rừng thuộc tổ dân phố (TDP) 2, 3 thị trấn Xuân An. Nhận được tin báo, huyện Nghi Xuân đã huy động hơn 400 người gồm các lực lượng: Kiểm lâm, quân sự, công an huyện, Tiểu đoàn Đặc công D31 (Quân khu 4) và nhân dân địa phương cùng các phương tiện tập trung dập lửa. Do ngọn lửa quá lớn và gió thổi mạnh nên lực lượng tham gia chữa cháy phải di chuyển về phía Bắc để phát quang mở rộng đường băng cản lửa, ngăn chặn không cho đám cháy lan rộng. Đến cuối chiều, đã có khoảng 1.000 người thuộc các lực lượng vừa tích cực tham gia chữa cháy, vừa hỗ trợ 80 hộ dân TDP 1, thị trấn Xuân An di dời tài sản. Có nhiều thời điểm lửa áp sát nhà dân tại TDP 1, thị trấn Xuân An chừng 50m. Đến 22h30', đám cháy đựoc cơ bản khống chế.
Thứ bảy, ngày 29 tháng 6 năm 2019
Khoảng 3h sáng, ngày 29, lửa bùng lại ở thị trấn Xuân An, nhanh chóng đe dọa nhà dân.